# برج رینکو گیت
برج رینکو گیت (انگلیسی: Rinku Gate Tower Building) ساختمان اداری ۵۶ طبقه مستقر در شهر ایزومی‌سانو، اوساکا، استان اوزاکا، ژاپن است، که در سال ۱۹۹۶ احداث گردید.